# Babies in Bottles
Babies in Bottles (Rutgers University Press) è un saggio della scrittrice femminista Susan Merrill Squier. In esso mette in guardia dall'"accettare la contemporanea costruzione delle neo-tecnologie riproduttive come un progresso scientifico senza un passato" e vuole aprire uno spazio critico per capire "le odierne tecnologie riproduttive".
La Squier studia le tecnologie riproduttive (inseminazione artificiale, selezione sessuale prenatale ecc.) analizzando l'opera di Julian Huxley, J. B. S. Haldane, Charlotte Haldane, Aldous Huxley e Naomi Haldane Mitchison.
Poi studia la storia della nascita, di Louise Brown (il primo "bambino artificiale", nato il 25 luglio 1978 attraverso "Fecondazione In Vitro con Trasferimento Embrionale", FIVET, poi molto usato).
Per la Squier "le idee riproduttive circolano attraverso i regni sovrapposti della letteratura, della cultura popolare e della scienza mediante operazioni di analogia" e critica la "tecnologia in vitro", dicendo che ci sono "profondi conflitti tra i due aspetti più problematici della tecnologia riproduttiva contemporanea: la tendenza ad usare le persone come cose... e la tendenza al totalitarismo". La riproduzione è stata allora trasformata in "baby business".

## Edizione
- Susan Merrill Squier, Babies in Bottles - Twentieth-Century Visions of Reproductive Technology, New Jersey 1994 by Rutgers University Press, ISBN 0813521173